# Сэв, Морис
Морис Сэв, также Сев (фр. Maurice Scève, ок.1501, Лион — ок.1560, там же) — французский поэт XVI века. Глава лионской поэтической школы.

## Биография
В связи с утратой (в огне религиозных войн) архивных документов и церковно-приходских книг восстановить биографию Сэва достаточно сложно. Версия о его итальянском происхождении не соответствует действительности. Сэв принадлежал к зажиточной лионской семье; отец его служил городским советником. Возможно, Морис получил домашнее образование по гуманистическому образцу, а в период с 1530 по 1533 годы слушал лекции по литературе и археологии в Авиньонском университете. Вернувшись в Лион, вращался в литературной среде, где доминировали неолатинские поэты (Бартелеми Ано, Этьен Доле, Никола Бурбон) и последователи Клемана Маро (Эсторг де Болье, Бонавентюр Деперье). После визита в Лион короля Франциска I в 1536 и неожиданной кончины его старшего сына, дофина Франции Франциска III Сэв принял участие в составлении траурного коллективного сборника. Видимо, в том же 1536 г. Сэв познакомился с поэтессой Пернеттой Дюгийе; испытал к ней безответную страсть, которая длилась до самой её смерти (1545). Знакомство Маро и Сэва относится к ноябрю 1536 г. В 1537 руководит празднествами по случаю торжественного въезда в Лион кардинала Феррарского и архиепископа Лионского Ипполито II д’Эсте. В 1548 Сэв возглавил торжества по случаю торжественного въезда в Лион короля Генриха II; с тех пор он считался официальным поэтом. После 1555 его следы теряются. По разным версиям, Сэв мог отправиться в Германию, обратиться в протестантизм или умереть от эпидемии чумы.

### Сэв и могила Лауры

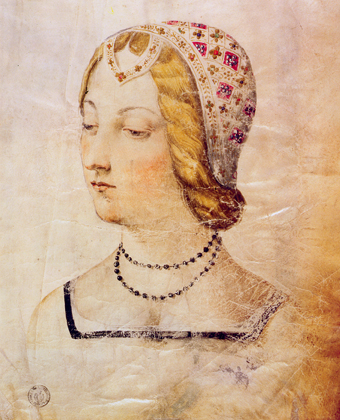
Портрет Лауры. XV—XVI вв.

В 1533 Сэв обратился к изучению генеалогии Лауры, возлюбленной жившего в окрестностях Авиньона Петрарки (ранее комментатор Петрарки Велутелло указал, что Лаура принадлежала к роду Де Садов, чей замок располагался близ деревни Воклюз). В капелле Св. Креста церкви миноритов ему удалось отыскать прах с медальоном, где можно было разобрать буквы M.L.M.J., которые Сэв истолковал как «Madonna Laura Morta Jace», Здесь покоится прах Мадонны Лауры; рядом хранился фрагмент рукописи с полустертым текстом сонета, который Сэв приписал Петрарке (хотя итальянские исследователи разных времен были иного мнения и, более того, сочли истинным его автором самого же Сэва). Таким образом, Сэв приписал себе честь открытия могилы Лауры. Вся эта история известна со слов работавшего с Сэвом лионского издателя Жана де Турна, и её достоверность вызывает сомнения
.

## Творчество
В 1535 Сэв познакомился с издателем и поэтом Этьеном Доле; тот напечатал его первое сочинение — перевод с испанского языка книги Хуана де Флореса «Жалостный конец Фламеты» (La déplourable fin de Flamete,по мотивам повести Дж. Боккаччо «Фьямметта»). Для сборника на смерть Дофина Recueil de vers latins et vulgaires de plusieurs poëtes françoys composés sur le trespas de feu Monsieur le Daulphin
(где наряду с Сэвом участвовали Доле, Жан Сальмон Макрин, Никола Бурбон, Меллен де Сен-Желе, Маро и другие поэты), Сэв написал пять латинских эпиграмм и три стихотворения на французском языке, в том числе пространную (228 стихов) эклогу «Арион».

### Блазоны
В конце 1535 года по инициативе находившегося в ту пору в Ферраре Клемана Маро состоялся конкурс блазо́нов о женском теле — поэтических фрагментов, посвящённых той или иной части тела прекрасной дамы. «Толчком для организации этого конкурса послужила гривуазная эпиграмма — „blason“ Маро „О прекрасном соске“.» Вслед за Маро, по словам М. М. Бахтина, 
«поэты эпохи стали наперерыв блазонировать различные части женского тела: рот, ухо, язык, зуб, глаз, бровь и т. п.; они производили буквальное анатомическое разъятие женского тела.»
Сэв сочинил блазоны «Бровь» (Sourcil) и «Слеза» (Larme); именно им отдала предпочтение покровительница Маро, супруга Эрколе II д’Эсте Рене Французская. Наряду с сочинениями Антуана Эроэ, Клода Шаппюи и других поэтов они вошли в сборник «Анатомические блазоны о женском теле» (Les Blasons Anatomiques Du Corps Féminin, 1536). Позднее Сэв сочинил ещё три блазона: «Чело» (Front), «Перси» (Gorge) и «Воздыхание» (Soupir).

### Поэма «Делия»
Работа над пространной поэмой «Делия, предмет высочайшей добродетели» (Délie object de plus haute vertu) началась в 1536 году; первое издание вышло в 1544 у лионского издателя Антуана Константена; второе издание было опубликовано двадцать лет спустя в Париже, после чего поэма оказалась надолго забыта (до второй половины XIX века).
Поэма навеяна любовью к Пернетте Дюгийе, однако, по словам А. Д. Михайлова, «следы реальной любовной связи отыскиваются в 449 десятистишиях (дизенах) с трудом». В отличие от «Книги песен» Петрарки кончина дамы не открывает собой вторую часть книги; завершает же её смерть самого возлюбленного.

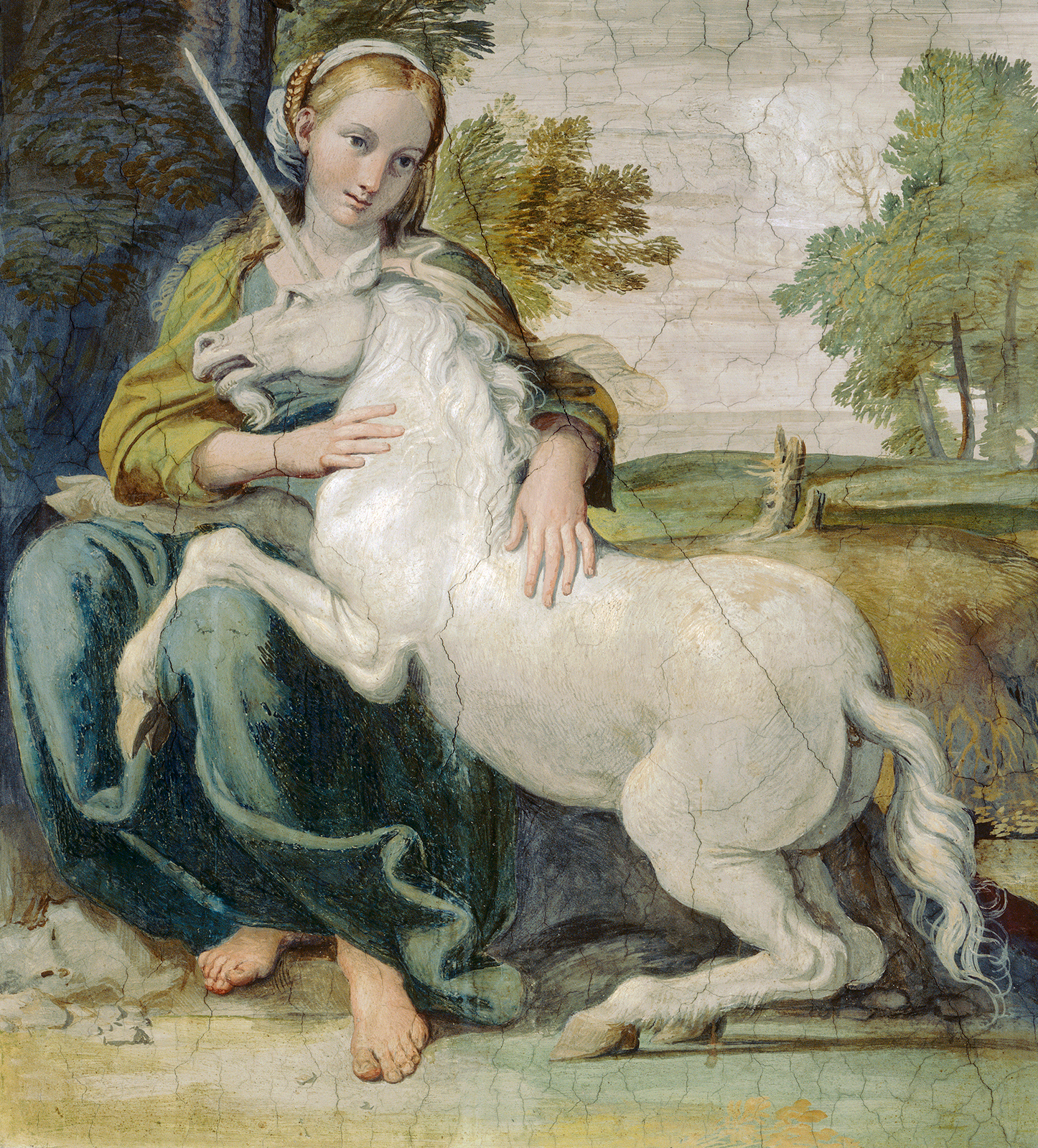
Дама с единорогом — одна из ключевых эмблем в поэме «Делия»

В поэме скрестились самые разнообразные поэтические влияния — от провансальских трубадуров (Арнаут Даниэль, Жофре Рюдель) до школы великих риториков XV века. Но в первую очередь «Делия» представляет собой оригинальный синтез поэтической традиции Петрарки (книгу Сэва обычно считают первым структурным аналогом «Канцоньере» во Франции) и ренессансной эмблематологической традиции — которая после выхода в свет нескольких французских изданий книги Альчиати (первое из них датируется 1536 годом) уже утвердилась в Париже, но в Лионе не была развита; моду на соответствующие издания в этом регионе во многом ввёл именно Сэв. В первое издание «Делии» было включено 50 гравированных эмблем, причём каждые девять стихотворений прерывались виньеткой с мотто; текст мотто, более или менее скорректированный в соответствии с поэтическим размером, фигурировал в последней строке следующего дизена). Эта чрезвычайно изощрённая и вместе с тем строгая архитектоника была поставлена на службу намеренно затруднённой философско-эстетической рефлексии, что несомненно связывает поэму с маньеризмом. В эмблемах «Делии» использованы различные мифологические образы (Феникс, Орфей, Нарцисс, дама с единорогом).

#### Интерпретации названия
Уже в XVI веке имя «Делия» ( (фр.) Délie) пытались интерпретировать как анаграмму «Идеи» ( (фр.) L’Idée); это отвечает духу неоплатонической составляющей философии Сева, хотя неплатонизм его имеет свои особенности — Делия в поэме представлена как воплощение совершенства мира, а не как отражение Божественной красоты и предмет спиритуальной аскезы (как следовало бы в соответствии с идеями Марсилио Фичино). Другая возможная интерпретация носит мифологический характер: Делия — уроженка острова Делос Артемида, сестра Аполлона,; она излучает хладный свет, наполняющий возлюбленного субстанцией — возможно, тлетворной; непорочность сочетается в ней с жестокосердием Дианы-охотницы. Она наделена таинственной космической властью; богиня луны, она отличается непостоянством и изменчивостью.
Как указывал Г. К. Косиков, 

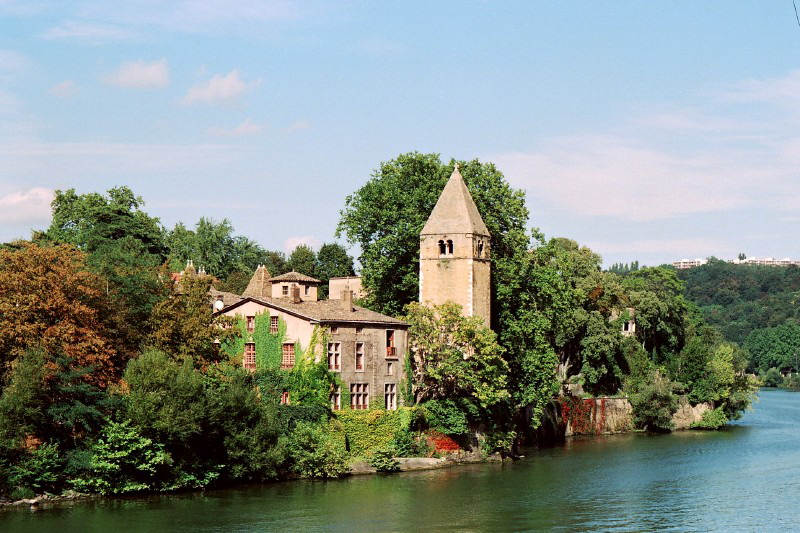
Остров Иль-Барб на реке Сона — место действия поэмы «Ивняк»

«в целом концепция Сева в поэме выглядит следующим образом: среди совершенных созданий бога совершеннейшим является Делия; её обожание есть обожание олицетворенной Добродетели, и путь героя предстает как поиск Идеала, проходящий три последовательных ступени: Красота — Благодать — Добродетель; причем поиск этот не лишен мучительности и драматизма, так как требует преодоления и сублимации чувственной страсти»

### Эклога «Ивняк»
В пространной аллегорической поэме «Ивняк, эклога об уединенной жизни» (La Saulsaye, Eglogue de la vie solitaire, 1547) Сэв следует традиции буколической поэзии античности (Гораций, Вергилий) и Возрождения (Якопо Саннадзаро). При этом место действия эклоги вполне реально и локализуется в окрестностях Лиона. «Ивняк» интересен особым переживанием природы, которая «оказывается последним и единственным оплотом человека, обороняющего своё душевное достоинство», а также музыкальностью поэтического строя, использованием почти импрессионистических средств выразительности.

### Поэма «Микрокосм»
«Ивняк» завершается темой грехопадения Адама и изгнания из Рая; Адам и Ева вновь возникают на страницах последнего сочинения Сэва, религиозно-философской поэмы энциклопедического содержания «Микрокосм» (Le Microcosme). Она вышла в свет посмертно в 1562; есть основания утверждать, что работа над поэмой была завершена в 1559. Поэма состоит из трёх книг по тысяче стихов в каждой и заключительного терцета (всего, таким образом, 3003 стиха; как и в «Делии», Сэв здесь отдает дань эзотерической нумерологии). В «Микрокосме» воспеваются деяния рода человеческого от Адама до XVI века. В поэме, вбирающей в себя самые разные влияния — от «Государства» Платона и «Сна Сципиона» Макробия до Николая Кузанского и «Похвалы глупости» Эразма Роттердамского — звучит характерный для ренессансного гуманизма мотив достоинства человека (dignitas hominis). В тексте встречаются насыщенные современной Сэву научной лексикой рассуждения. «Подчас „Микрокосм“ превращается в суховатую версифицированную энциклопедию, где спрессованность материала приводит к причудливому нагромождению технических терминов». Вопрос о влиянии на «Микрокосм» идей гностицизма остаётся открытым.

### Тексты
- (фр.) Délie object de plus haulte vertu. Genève, Droz, 2004.
- (фр.) Microcosme. Lyon, Jean de Tournes, 1562